# Велика тераса на Палићу
Велика тераса на Палићу је централна грађевина некадашње бање и представља непокретно културно добро као споменик културе. Изграђена је у периоду од 1909. до 1912. године по пројектима Комора Марцела и Дежеа Јакаба, архитеката из Будимпеште, у стилу мађарске варијанте сецесије. Локација објекта је уз Алеју формирану од сегединског пута до обале језера, а ближе језеру, на месту где парковски део прелази у партерно решење уз обалу. Стаза Алеје пролази кроз објекат, односно Велика тераса је наткриљује својим централним продором.

## Изглед
Изграђена је као „Вигадо”- вишенаменски објекат намењен култури, забави, угоститељству и трговини. У приземном појасу централни продор раздваја леву целину – кафану са посластичарницом од десне целине – ресторана, обе са великим терасама које се отварају ка језеру. Ка парку су била орјиентисана два апсидално решена базара у функцији бербернице, продавнице играчака и папира (порушене 70-тих година 20. века). Бочним степеништима се приступа на спратни појас који повезује две одвојене целине приземља у јединствени кубус. Ту је лоцирана велика вишенаменска сала која је служила за балове, забаве, концерте и позоришне представе. Оријентисана је ка парку са терасом изнад базара. Главна позорница са једном мањом иза ње је лоцирана ка језеру. Бочно од позорнице су смештене просторије за уметнике, а уз њих је са једне стране кафе-посластичарница, а са друге ресторан. Обе су са приручном кухињом у којој су смештени лифтови за храну као веза са приземљем и сутереном – кухињом. Ка језеру се отварају две мање терасе.

## Архитектура
Архитектура објекта је настала по угледу на народно градитељство Ердеља уз обилну употребу дрвета и декоративних биљних мотива. Карактерише га симетрија са доминантним централним пролазом, дрвеним терасама ка језеру и високим кровиштем. Основни облик Велике терасе је четвороугао, али је он са додатним декоративно функционалним елементима модификован. Фасадом ка парку су доминирала два апсидално бондручна решена испада, док је лучни пролаз у кровишту акцентован полукружном атиком са зракасто дрвеним распоредом – резбареним мотивима инспирисаним мађарским народним мотивима. Лучни еркери се појављују на угаоним деловима спратног појаса, а ка језеру су две велике терасе разуђене основе са засебним кровиштем прекривеним бибер црепом. Кров је разуђен, једноводни са централним торњем покривен етернитом.
Декорацију објекта представљају дрвени конструктивни елементи као и резбарени биљни мотиви у оквиру њих наглашени колоритом – жуте зелене, и плаве боје у оквиру „палићке црвене боје”.
Ентеријер и мобилијар су јединствено решавани са екстеријером. Конструктивни склоп објекта је класично решен опеком и дрвеном кровном конструкцијом, док су преградни зидови решени рабиц конструкцијом са двостраним малтерисањем, као и свод велике сале и осталих просторија.
Мада су архитекти архитектуру Ердеља трансилванијске области пренели у једно сасвим другачије поднебље, објекат се вешто уклопио у парковски простор бање. 
Године 2006. започета је реконструкција, рестаурација и ревитализација Велике терасе.